# 小松未歩 7〜prime number〜
『小松未歩 7 〜prime number〜』（こまつみほ セブン プライム ナンバー）は、小松未歩の7枚目のアルバム。2005年1月26日にGIZA studioより発売された。規格品番はGZCA-5062。

## 内容
- 「翼はなくても」から「I〜誰か...」までの4作のシングル曲などを収録した7枚目のアルバム。デジパック仕様となっている。
- サブタイトルのprime number（＝素数）の意味は、1とその数字でしか割り切ることの出来ない数字のこと。つまり、これまでのアーティスト活動を支えてくれたファンの皆と自分でしか分かち合えないアルバムに仕上がったということを意味し、本人も素数という言葉の響きが気に入ったからであるという[2]。
- ジャケット写真は、大阪府大阪市浪速区のフェスティバルゲート内にて設置されていた、マーメイドカルーセル（メリーゴーランド）前で撮影された。
- ボーナス・トラックには「涙キラリ飛ばせ」のJAZZ風ヴァージョンが収録予定だった（Music Freak Magazine121号INFORMATIONより）

## 収録曲
| 全作詞・作曲: 小松未歩。 |                                                                |           |            |                   |      |
| #                        | タイトル                                                       | 作詞      | 作曲・編曲 | 編曲              | 時間 |
| 1.                       | 「翼はなくても」(出版者: ギザミュージック)                     | 小松未歩  | 小松未歩   | 古井弘人          | 4:43 |
| 2.                       | 「ひとは大昔 海に棲んでたから」(出版者: ギザミュージック)      | 小松未歩  | 小松未歩   | 大賀好修          | 4:05 |
| 3.                       | 「砂のしろ」(出版者: ギザミュージック)                         | 小松未歩  | 小松未歩   | 古井弘人          | 4:40 |
| 4.                       | 「故郷」(出版者: ギザミュージック)                             | 小松未歩  | 小松未歩   | 古井弘人          | 4:37 |
| 5.                       | 「sha la la...」(出版者: ギザミュージック)                     | 小松未歩  | 小松未歩   | 岡本仁志          | 3:21 |
| 6.                       | 「じゃあね それじゃあね」(出版者: ギザミュージック)            | 小松未歩  | 小松未歩   | 池田大介          | 4:11 |
| 7.                       | 「diplomacy」(出版者: ギザミュージック)                        | 小松未歩  | 小松未歩   | 大賀好修          | 3:35 |
| 8.                       | 「恋心」(出版者: ギザミュージック)                             | 小松未歩  | 小松未歩   | 小林哲            | 4:17 |
| 9.                       | 「東京日和」(出版者: ギザミュージック)                         | 小松未歩  | 小松未歩   | 小林哲            | 4:18 |
| 10.                      | 「涙キラリ飛ばせ (Album Ver.)」(出版者: ギザミュージック)      | 小松未歩  | 小松未歩   | 古井弘人          | 3:51 |
| 11.                      | 「I〜誰か...」(出版者: 日本テレビ音楽)                         | 小松未歩  | 小松未歩   | 古井弘人          | 4:09 |
| 12.                      | 「君のなせるワザ」(出版者: ギザミュージック)                   | 小松未歩  | 小松未歩   | 大賀好修          | 3:52 |
| 13.                      | 「翼はなくとも 〜Extravagant MIX〜」(出版者: ギザミュージック) | 小松未歩  | 小松未歩   | remixed by Mr.Lee | 4:51 |
| 合計時間:                | 合計時間:                                                      | 合計時間: | 54:30      |                   |      |

## 楽曲解説
1. 翼はなくても
20thシングル。
2. ひとは大昔 海に棲んでたから
3. 砂のしろ
22ndシングル。
4. 故郷
5. sha la la...
22ndシングル「砂のしろ」のカップリング曲。
6. じゃあね それじゃあね
7. diplomacy
8. 恋心
21stシングル「涙キラリ飛ばせ」のカップリング曲。
9. 東京日和
10. 涙キラリ飛ばせ (Album Ver.)
21stシングルのアルバムバージョン。間奏にギターソロが流れる。
11. I〜誰か...
23rdシングル。
12. 君のなせるワザ
13. 翼はなくても 〜Extravagant MIX〜
20thシングルのリミックス。

## レコーディング参加
- 大賀好修（OOM・Sensation） - エレクトリックギター（#1,#2,#7,#8,12）、アコースティックギター（#1,#2,#7,#8,#9,#12）、プログラミング（#2,#7,#12）
- 麻井寛史（the★tambourines・WAR-ED・Sensation） - バス（#2）、プログラミング
- 三好誠（rumania montevideo） - エレクトリックギター＆アコースティックギター（#3,#4,#10,#11）、プログラミング
- 岡本仁志（GARNET CROW） - コーラス＆エレクトリックギター＆アコースティックギター＆プログラミング（#5）、エレクトリックギター（#10）
- 古井弘人（GARNET CROW） - プログラミング（#1,#3,#4,#10,#11）
- 池田大介 - プログラミング（#6）
- 小林哲 - プログラミング（#8,#9）